# Бачкув (Малопольське воєводство)
Бачкув (пол. Baczków) — село в Польщі, у гміні Бохня Бохенського повіту Малопольського воєводства.
Населення — 915 осіб (2011).
У 1975-1998 роках село належало до Тарновського воєводства.

## Демографія
Демографічна структура станом на 31 березня 2011 року:
|          | Загалом | Допрацездатний вік | Працездатний вік | Постпрацездатний вік |
| -------- | ------- | ------------------ | ---------------- | -------------------- |
| Чоловіки | 453     | 104                | 318              | 31                   |
| Жінки    | 462     | 80                 | 290              | 92                   |
| Разом    | 915     | 184                | 608              | 123                  |